# Excelsior-Thévenot P2
La Excelsior-Thévenot P2, più conosciuta con il soprannome "Ballerina", fu una bomba a mano difensiva francese, prodotta durante la prima guerra mondiale ed impiegata anche dal Regio Esercito italiano.

## Storia
Fabbricata in Francia dalla F. Thévenot, arrivò al fronte nel 1915. Venne acquisita anche dall'Italia, diventando, insieme alla SIPE ed al Petardo Thévenot, la bomba a mano più impiegata dalle truppe in grigioverde, presso le quali era conosciuta come "Ballerina" a causa del governale in stoffa che ricordava una gonna. Le bombe prodotte dalle diverse fabbriche appaltatrici differivano esteticamente per la forma della testa; sono quindi conosciute 7 varianti.

## Tecnica
La bomba è formata da tre parti: il sistema di percussione, il corpo bomba ed il manico con governale. Il corpo bomba è formato da un involucro cilindrico in lamiera d'acciaio stampata, sormontato da una testa ogivale nello stesso materiale. L'involucro contiene una cintura di pallette d'acciaio cementate con colofonia, poi sostituita da una cuffia in ghisa a frattura prestabilita. All'interno di questa si trova infine l'involucro in lamiera della carica, costituita da 80 grammi di ECHO. In un foro sulla testa ogivale è inserita la spoletta del percussore. Il cilindro della spoletta contiene il percussore collegato con un'elichetta ed una capsula al fulminato di mercurio. Una coppiglia di sicurezza attraversa il cilindro della spoletta ed il percussore, impedendone il movimento. Inferiormente al corpo bomba è inchiodato un manico in legno duro con governale, costituito da una sottanina di tela che stabilizza la bomba nella fase discendente della parabola.
Per l'utilizzo viene rimossa la coppiglia di sicurezza e la bomba viene lanciata in modo da imprimerle una traiettoria parabolica. L'elichetta fa girare il percussore sul proprio asse: questo, essendo per un tratto filettato ed avvitato al cilindro del percussore, dopo tre giri disimpegna la filettatura ed è tenuto lontano dalla capsula soltanto dalla sua molla. Quando la bomba impatta con il terreno, il percussore vince la resistenza della molla ed innesca la capsula a percussione. Questo secondo sistema di sicura impedisce l'esplosione della bomba dopo urti accidentali anche dopo la rimozione della coppiglia.
L'ordigno poteva essere lanciato fino a 40 metri di distanza, con un raggio d'azione di circa 20 metri.

## Versioni

### Bomba per fucile

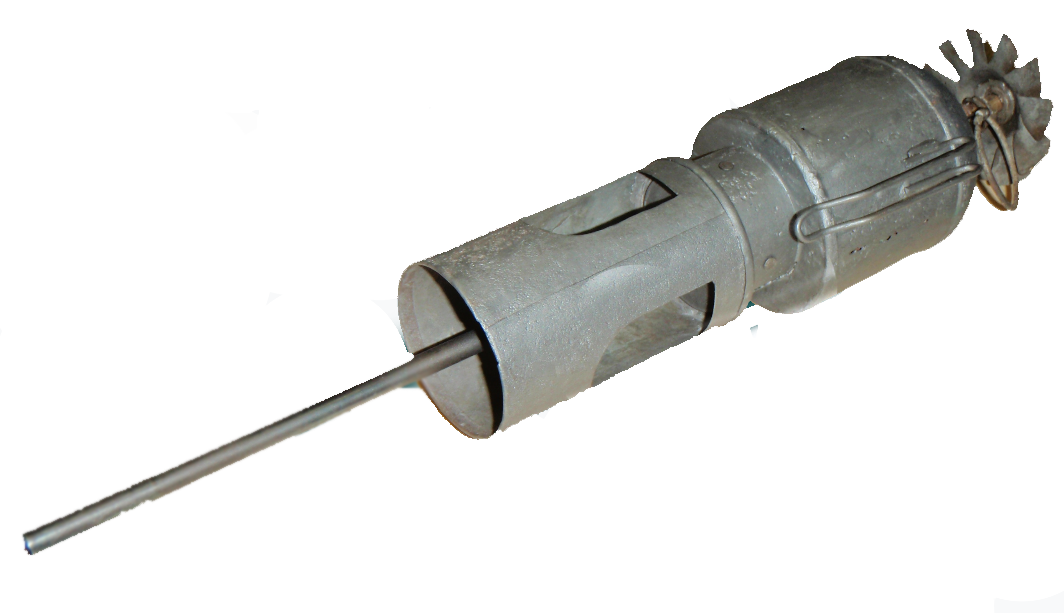
La versione da fucile era caratterizzata da una lunga asta metallica in sostituzione al governale, per permetterne i lancio tramite i normali fucili in dotazione al regio esercito

La bomba per fucile non era altro che una classica Ballerina con il governale in legno sostituito da un'asta metallica da inserire nella canna del fucile. Il lancio avveniva grazie alla classica cartuccia a salve e la detonazione avveniva tramite la pressione sul piccolo percussore abbinato all'elichetta che attivava il detonatore, previa rimozione della coppiglia di sicurezza che ne impediva l'accensione accidentale.

### Mortaio da trincea Thévenot 86mm
Il Lanciabombe Thévenot era un mortaio da 86mm che utilizzava la versione "B" della Thévenot, fornita in versione "Offensiva" (Esplosiva) e "Incendiaria", appositamente modificata per il lancio tramite questo apparato, dotate di un governale ad alette per una traiettoria di tiro più precisa. Il lancio era garantito da una breve canna di fucile ad otturatore mobile in cui veniva inserita una carica di lancio da 8 mm a polvere nera (caricato con 8, 10, o 12 grammi di polvere). Durante il suo uso vi furono diversi incidenti anche mortali, dovuti principalmente alla cattiva manutenzione e ad un uso scorretto, tanto che il ministero della guerra emise alcune circolari per la corretta manutenzione dell'arma.